# Myśla (dopływ Bugu)
Myśla – rzeka w województwie mazowieckim, lewy dopływ Bugu o długości 22,1 km i powierzchni zlewni 159,13 km². 

## Bieg
Źródło Myśli znajduje się w lesie położonym na wschód od wsi Remiszew Duży, w pobliżu osady leśnej Miotki. Rzeka płynie w kierunku wschodnim, mijając gminną wieś Repki, a następnie przepływa obok m.in. wsi: Borychów, Szkopy, Baczki, Liszki, Skrzeszew (gdzie do okresu międzywojennego funkcjonował młyn wodny na tej rzece), Rudniki i w końcu wpada do Bugu w pobliżu Mogielnicy.
Prawie cały bieg rzeki znajduje się w powiecie sokołowskim, z wyjątkiem ostatniego półtorakilometrowego odcinka (wraz z ujściem), który znajduje się w powiecie siedleckim.

## Dopływy[2][6]
| Nazwa    | Rodzaj   | Źródło                                | Współrzędne źródła        | Ujście do Myśli      | Współrzędne ujścia        |
| -------- | -------- | ------------------------------------- | ------------------------- | -------------------- | ------------------------- |
| Grobelka | struga   | pomiędzami wsiami Ostrówek i Smuniew  | 52°19'16,7"N 22°24'03,0"E | we wsi Szkopy        | 52°22'00,0"N 22°25'45,0"E |
| Zanioski | strumień | lasek w pobliżu wsi Kobylany-Skorupki | 52°19'44,6"N 22°28'02,4"E | we wsi Liszki        | 52°22'45,5"N 22°29'37,9"E |
| Czapelka | struga   | las pomiędzy wsiami Bachorza i Rogów  | 52°24'08,0"N 22°19'15,2"E | w pobliżu Skrzeszewa | 52°23'49,0"N 22°29'59,0"E |